# Батина (Драж)
45°50′ пн. ш. 18°51′ сх. д. / 45.84° пн. ш. 18.85° сх. д.
Батина (хорв. Batina) — населений пункт у Хорватії, в Осієцько-Баранській жупанії у складі громади Драж.

## Населення
Населення за даними перепису 2011 року становило 879 осіб.
Динаміка чисельності населення поселення:

## Пам'ятники
Пам'ятник скульптора Антуна Августинчича полеглим червоноармійцям та партизанам при форсуванні Дунаю 11-22 листопада 1944 року, у народі відомий як "Julka". Відомий також як пам'ятник загиблим українським воїнам ІІІ Українського фронту, які загинули в листопаді 1944 року в Батіні в боротьбі проти фашистських загарбників. Цей пам'ятник dominira nad naseljem te pridonose njegovom turističkom značaju.
Августинчич почав працювати над меморіалом на честь спільних бойових дій югославського і радянського народів у селі Батина відразу після визволення Югославії від німецьких військ. Відкритий у 1947 році.
Розташований на місці форсування Дунаю Радянською Армією, пам'ятник являє собою складний художній організм, розрахований на сприйняття з різних точок зору. Домінує у ньому тридцатип'ятиметровий гранований кам'яний обеліск, увінчаний бронзовою статуєю Перемоги. У підніжжя обеліска — група з двох воїнів у стрімкому призовному русі. Облямовують ансамбль дві довгі стрічки рельєфного фриза, у якому розповідність поєднується з яскравою пластичною виразністю. Тут наочно втілилися пошуки скульптора в області синтезу мистецтв. Поєднання архітектурних компонентів з пластичними, органічне включення природного середовища у загальний комплекс емоційного й образного впливу — характерні риси вирішення цього ансамблю.

## Клімат
Середня річна температура становить 11,01 °C, середня максимальна – 25,15 °C, а середня мінімальна – -5,58 °C. Середня річна кількість опадів – 593 мм.
| Клімат поселення                              | Клімат поселення | Клімат поселення | Клімат поселення | Клімат поселення | Клімат поселення | Клімат поселення | Клімат поселення | Клімат поселення | Клімат поселення | Клімат поселення | Клімат поселення | Клімат поселення | Клімат поселення |
| Показник                                      | Січ.             | Лют.             | Бер.             | Квіт.            | Трав.            | Черв.            | Лип.             | Серп.            | Вер.             | Жовт.            | Лист.            | Груд.            |                  |
| Середній максимум, °C                         | 6,05             | 7,76             | 12,26            | 16,98            | 22,31            | 25,15            | 24,87            | 24,38            | 20,18            | 14,80            | 8,81             | 4,98             |                  |
| Середня температура, °C                       | 0,23             | 1,93             | 6,44             | 11,19            | 16,50            | 19,32            | 21,29            | 20,80            | 16,59            | 11,20            | 5,23             | 1,40             |                  |
| Середній мінімум, °C                          | −5,58            | −3,88            | 0,62             | 5,38             | 10,68            | 13,52            | 17,71            | 17,23            | 13,02            | 7,64             | 1,66             | −2,19            |                  |
| Норма опадів, мм                              | 35               | 31               | 34               | 46               | 56               | 74               | 62               | 56               | 48               | 50               | 55               | 46               |                  |
| Середньомісячна швидкість вітру, м/с          | 2.52             | 2.70             | 3.00             | 3.00             | 2.60             | 2.40             | 2.40             | 2.20             | 2.20             | 2.31             | 2.50             | 2.60             |                  |
| Середньомісячна сонячна радіація, кДж/м²·день | 4177             | 6984             | 10917            | 15610            | 19597            | 21921            | 22315            | 20204            | 14981            | 9368             | 4716             | 3458             |                  |
| --------------------------------------------- | ---------------- | ---------------- | ---------------- | ---------------- | ---------------- | ---------------- | ---------------- | ---------------- | ---------------- | ---------------- | ---------------- | ---------------- | ---------------- |
| Джерело:                                      |                  |                  |                  |                  |                  |                  |                  |                  |                  |                  |                  |                  |                  |